# Ambrosio Fernández
Ambrosio Fernández González (Pobladura de Aliste, 1882-Madrid, 1953) fue un entomólogo y religioso agustino español.

## Biografía
Nació en la localidad zamorana de Pobladura de Aliste el 22 de agosto de 1882, y profesó en el colegio de agustinos de Valladolid el 3 de noviembre de 1898. En 1905 fue destinado al colegio de agustinos de Tapia, de donde pasó al de Uclés en octubre de 1906. En 1909 fue enviado a China, de donde regresó a los pocos meses a la península ibérica. Después, en 1910, estuvo en el colegio agustino de Talavera y a finales de dicho año fue trasladado al de Uclés, donde continuaba hacia 1915. Escribió para el semanario La Ribera del Tajo diversos artículos, usando en alguno firmas como «Pica pica», «F.» y «Carolina Soto», además de diversos artículos anónimos en El Liberal de Cuenca (1913) y artículos bibliográficos publicados en la revista España y América. Fue también autor de diversos trabajos sobre lepidópteros. Falleció el 17 de abril de 1953 en Madrid.